# Super Seria 2005: Venice Beach
Super Seria 2005: Venice Beach Grand Prix – indywidualne, pierwsze w 2005 r. zawody siłaczy z cyklu Super
Serii.
Data: 18 czerwca 2005

Miejsce: Venice  Stany Zjednoczone

WYNIKI ZAWODÓW:
| Miejsce | Zawodnik             | Kraj              | Punkty |
| ------- | -------------------- | ----------------- | ------ |
| 1.      | Mariusz Pudzianowski | Polska            | 62     |
| 2.      | Jesse Marunde        | Stany Zjednoczone | 60     |
| 3.      | Janne Virtanen       | Finlandia         | 50,5   |
| 4.      | Dominic Filiou       | Kanada            | 50,5   |
| 5.      | Dave Ostlund         | Stany Zjednoczone | 45,5   |
| 6.      | Steve Bourgeois      | Kanada            | 44,5   |
| 7.      | Corey St. Clair      | Stany Zjednoczone | 32,5   |
| 8.      | Brian Irwin          | Irlandia Północna | 26,5   |
| 9.      | Jim Glassman         | Stany Zjednoczone | 14,5   |
| 10.     | Auðunn Jónsson       | Islandia          | 14     |
| 11.     | Odd Haugen           | Norwegia          | 12,5   |
| 12.     | Grant Higa           | Stany Zjednoczone | 7      |

Czterech najlepszych zawodników zakwalifikowało się do indywidualnych Mistrzostw Świata Strongman 2005.